# Feng Xiao-Min
 (février 2020).
La mise en forme du texte ne suit pas les recommandations de Wikipédia : il faut le « wikifier ».
Les points d'amélioration suivants sont les cas les plus fréquents. Le détail des points à revoir est peut-être précisé sur la page de discussion.
- Les titres sont pré-formatés par le logiciel. Ils ne sont ni en capitales, ni en gras.
- Le texte ne doit pas être écrit en capitales (les noms de famille non plus), ni en gras, ni en italique, ni en « petit »…
- Le gras n'est utilisé que pour surligner le titre de l'article dans l'introduction, une seule fois.
- L'italique est rarement utilisé : mots en langue étrangère, titres d'œuvres, noms de bateaux, etc.
- Les citations ne sont pas en italique mais en corps de texte normal. Elles sont entourées par des guillemets français : « et ».
- Les listes à puces sont à éviter, des paragraphes rédigés étant largement préférés. Les tableaux sont à réserver à la présentation de données structurées (résultats, etc.).
- Les appels de note de bas de page (petits chiffres en exposant, introduits par l'outil «  Source ») sont à placer entre la fin de phrase et le point final[comme ça].
- Les liens internes (vers d'autres articles de Wikipédia) sont à choisir avec parcimonie. Créez des liens vers des articles approfondissant le sujet. Les termes génériques sans rapport avec le sujet sont à éviter, ainsi que les répétitions de liens vers un même terme.
- Les liens externes sont à placer uniquement dans une section « Liens externes », à la fin de l'article. Ces liens sont à choisir avec parcimonie suivant les règles définies. Si un lien sert de source à l'article, son insertion dans le texte est à faire par les notes de bas de page.
- La présentation des références doit suivre les conventions bibliographiques. Il est recommandé d'utiliser les modèles {{Ouvrage}}, {{Chapitre}}, {{Article}}, {{Lien web}} et/ou {{Bibliographie}}. Le mode d'édition visuel peut mettre en forme automatiquement les références.
- Insérer une infobox (cadre d'informations à droite) n'est pas obligatoire pour parachever la mise en page.

Pour une aide détaillée, merci de consulter Aide:Wikification.
Si vous pensez que ces points ont été résolus, vous pouvez retirer ce bandeau et améliorer la mise en forme d'un autre article.
Feng Xiao-Min est un artiste contemporain (peintre) franco-chinois, né en 1959 à Shanghai.

## Biographie
Né en 1959 à Shanghai, Feng Xiao-Min est issu d'une famille d'intellectuels, et dont le grand-père maternel (Ruan Jia-Xian) est banquier. Il se passionne dès sa plus jeune enfance pour l'art, et tout particulièrement pour la calligraphie et la peinture.
Après des études artistiques à l’École des Arts en Chine, il s'installe en France en 1988, puis entre à l'École nationale supérieure des beaux-arts de Paris. Ses œuvres sont régulièrement présentées dans de nombreuses galeries, tant en France qu'à l'étranger.
Sa rencontre avec le cinéaste Patrick Bernard lui vaut d'être invité en tant qu'artiste-peintre pour réaliser le film Chine Insolite, qui est présenté avec un grand succès dans la série Connaissance du Monde
Entre 1997 et 2000, il donne des cours dans le cadre des techniques de la peinture à l'École Nationale Supérieure des Beaux-Arts de Paris en tant que professeur invité.
En outre, plusieurs éditeurs français ont publié de nombreux ouvrages sur sa peinture et son travail de calligraphie, et certaines de ces œuvres ont été choisies pour illustrer des ouvrages de l'Éducation Nationale Française.

## Sélection d'expositions
- 1977 Musée des Beaux-Arts de Shanghai, Chine / catalogue de l'exposition
- 1981 Centre culturel de Shanghai, Chine
- 1985 Centre culturel de Shanghai, Chine
- 1992 Musée Victor-Duhamel, Mantes-la-Jolie, France
- 1992 Salon d'Automne au Grand Palais à Paris, France / catalogue de l'exposition
- 1993 Salon d'Art à Livry sur Seine, France
- 1993 Galerie Everarts, Paris, France
- 1998 Château de « L’Orangeraie » à Bruxelles, Belgique
- 2001 Exposition personnelle à la Galerie Actée à Charenton le Pont (Paris), France
- 2002 Salon du Dessin et de la Peinture a l’Eau, Espace Auteuil, Paris (invité d’honneur) / catalogue de l'exposition
- 2003 Exposition personnelle à la Galerie de l'Hôtel Claridge aux Champs-Élysées à Paris, France / publication d'un beau-livre
- 2003 Exposition personnelle à la Galerie Actée à Charenton le Pont (Paris), France
- 2003 Invité par le musée des Beaux-Arts de Shanghai dans le cadre de la Biennale de Shanghai; l’œuvre exposée à cette occasion fait partie de la collection du musée d'Art Moderne d’Anting à Shanghai. Invité par la ville de Weimar, Allemagne pour la même collection. / catalogue de l'exposition
- 2003-04 Musée Carnavalet à Paris, France (exposition avec Marc Riboud) / publication d'un beau-livre
- 2005 Exposition personnelle à la Galerie 82 à Paris, France
- 2005 Musée Cinquantenaire à Bruxelles, Belgique (Le Mur du Son) / catalogue de l'exposition
- 2005 Grand Palais à Hong Kong, (Echange culturel entre la ville de Hong Kong et Shanghai) / catalogue de l'exposition
- 2005 Académie des beaux-arts à Shanghai, Chine (Echange culturel entre la ville de Shanghai et Hong Kong) / catalogue de l'exposition
- 2006 Musées de Châteauroux, France / publication d'un beau-livre
- 2006 Galerie Ariane Bomsel à Paris présentait les œuvres de Feng à la China International Gallery Exposition à Beijing, Chine / catalogue de l'exposition
- 2006 Galerie TQ à Shanghai présentait les œuvres de Feng à la Foire Internationale d'Art à Shanghai / catalogue de l'exposition
- 2006 Exposition personnelle à la Galerie Ifa à Shanghai, Chine
- 2006 Exposition personnelle à la Galerie Tian Qing à Shanghai, Chine / catalogue de l'exposition
- 2007 Exposition personnelle à la Galerie 82 à Paris, France
- 2007 Galerie Frédéric Moisan à Paris, France
- 2007 Galerie Ariane Bomsel à Paris présentait les œuvres de Feng à la Foire Internationale d'Art à Shanghai, Chine / catalogue de l'exposition
- 2008 Artco France à Paris présentait les œuvres de Feng à la Foire Internationale d’Art à Beijing, Chine / catalogue de l'exposition [5]
- 2008 Exposition contemporaine de peinture à l'eau entre la ville de Shanghai et Kiev (exposition organisée par l'Académie des Beaux-Arts et des Sciences d'Ukraine et l'Association de la Culture Internationale de la ville de Shanghai) / catalogue de l'exposition
- 2008 Purple Roof Gallery à Shanghai présentait les œuvres de Feng à la Foire Internationale d’Art à Shanghai, Chine / catalogue de l'exposition [6]
- 2008-09 Biennale Internationale contemporaine de peinture à l’eau, Palais National en Mémoire de Dr.Sun Yat-sen à Taipei, Taiwan / catalogue de l'exposition
- 2009 Exposition Contemporaine de Peintures à l'Eau, Musée d'Art Moderne de Duolun à Shanghai, Chine / catalogue de l'exposition
- 2009 Purple Roof Gallery à Shanghai présentait les œuvres de Feng à la Foire Internationale d’Art à Shanghai, Chine / catalogue de l'exposition [6]
- 2010 Purple Roof Gallery à Shanghai présentait les œuvres de Feng à la Foire Internationale "Art Beijing", Beijing, Chine / catalogue de l'exposition [6]
- 2010 Exposition contemporaine de peinture à l'eau entre la ville de Shanghai et Hong Kong/catalogue de l'exposition (dans le cadre de la Biennale de Hong Kong), Galerie Yun Feng à Hong Kong / catalogue de l'exposition
- 2010 Purple Roof Gallery à Shanghai présentait les œuvres de Feng à la Foire Internationale d’Art à Shanghai, Chine / catalogue de l'exposition [6]
- 2010 Purple Roof Gallery à Shanghai présentait les œuvres de Feng à "Shanghai Contemporary", Shanghai, Chine / catalogue de l'exposition [6]
- 2010 Artco France à Paris présentait les œuvres de Feng à la Foire Internationale d’Art à Shanghai, Chine / catalogue de l'exposition
- 2010 Exposition "Dialogue des Civilisations", Musée de Zhe Jiang à HangZhou, Chine / catalogue de l'exposition
- 2010 Exposition "Dialogue des Civilisations", le Palais des expositions Si Nan à Shanghai, Chine
- 2011 Exposition "Dialogue des Civilisations", Cité Internationale des Arts à Paris, France
- 2011 "Le Carré Rive Gauche" - Galerie Artco France, Paris, France
- 2011 "Artistes Marseillais/Artistes Chinois/Correspondances?" - Alcazar, Marseille, France / catalogue de l'exposition
- 2011 Purple Roof Gallery à Shanghai présentait les œuvres de Feng à "Shanghai Contemporary", Shanghai, Chine / catalogue de l'exposition [6]
- 2011 Purple Roof Gallery à Shanghai présentait les œuvres de Feng à la Foire Internationale d’Art à Shanghai, Chine / catalogue de l'exposition [6]
- 2011 Galerie Image of China "Convergence in the Lion City", Singapour / catalogue de l'exposition
- 2012 Exposition Internationale contemporaine de peinture à l’eau, Palais National en Mémoire de Dr.Sun Yat-sen, Galerie Nationale ZhongShan à Taipei, Taiwan / catalogue de l'exposition
- 2012 Purple Roof Gallery à Shanghai présentait les œuvres de Feng à "Shanghai Contemporary", Shanghai, Chine / catalogue de l'exposition
- 2012 Purple Roof Gallery à Shanghai présentait les œuvres de Feng à la Foire Internationale d’Art à Shanghai, Chine / catalogue de l'exposition
- 2013 Exposition "Intersection", galerie Linz à Paris, France
- 2013 Exposition "Dessins - traits et encre", organisée par la galerie Linz à Paris, France
- 2013 Purple Roof Gallery à Shanghai présentait les œuvres de Feng à la Foire d’Art des galeries asiatiques à Shanghai, Chine
- 2013 Purple Roof Gallery à Shanghai présentait les œuvres de Feng à la Foire Internationale d’Art à Shanghai, Chine / catalogue de l'exposition
- 2013 - 14  Exposition « Rencontre »  à la Galerie Goldenberg, Paris, France / catalogue de l'exposition
- 2014 Exposition A fragment in the Course of time "Landscape of Chinese Ink Art in 1980s", Shanghai Himalayas Museum / catalogue de l'exposition
- 2014 Opera Gallery présentait les œuvres de Feng à Opera Gallery Dubai Difc, Opera Gallery Hongkong, Opera Gallery Paris et Opera Gallery Monaco
- 2014 Exposition personnelle à la Galerie Image of China, Singapour
- 2014 Philippe Staib Gallery à Shanghai présentait les œuvres de Feng à la Foire d’Art à Shanghai, Chine / catalogue de l'exposition
- 2014 -15 "Dans les yeux de Gérard Xuriguera", Yohann Gallery, Paris
- 2015 "The Masters of shapes and colors", Exposition d'Antoine Poncet et Feng Xiao-Min, Yishu 8 et Philippe Staib Gallery, Beijing / catalogue de l'exposition
- 2015 Philippe Staib Gallery présentait les œuvres de Feng à la Foire d’Art de Taipei (Art Taipei), Taiwan  / catalogue de l'exposition
- 2015 Philippe Staib Gallery présentait les œuvres de Feng à la Foire d’Art à Shanghai (Art Shanghai), Shanghai, Chine / catalogue de l'exposition
- 2015 Philippe Staib Gallery présentait les œuvres de Feng à la Foire d’Art de Kaohsiung (Art Kaohsiung), Taiwan / catalogue de l'exposition
- 2016 Philippe Staib Gallery présentait les œuvres de Feng à la Foire d’Art de Busan (Art Busan), Corée du sud / catalogue de l'exposition
- 2016 From France to Korea - WORLD CONTEMPORARY ARTISTS FROM FRANCE, exposition au Seoul Olympic Muséum (Soma Art Muséum), Séoul, Corée du sud / catalogue de l'exposition
- 2016 Philippe Staib Gallery présentait les œuvres de Feng à la Foire d’Art à Shanghai, Chine / catalogue de l'exposition
- 2016 Philippe Staib Gallery présentait les œuvres de Feng à la Foire d’Art de Taipei (Art Taipei), Taiwan  / catalogue de l'exposition
- 2016 Philippe Staib Gallery présentait les œuvres de Feng à la Foire d’Art de Kaohsiung (Art Kaohsiung), Taiwan / catalogue de l'exposition
- 2017 "The Master of Colors", Exposition personnelle au Jing'an Sculpture Park Art Center, Shanghai, Chine / catalogue de l'exposition
- 2017 Solo exposition, Philippe Staib Gallery and Sophia.C Art Gallery, Xin Zhu, Taiwan
- 2017 Philippe Staib Gallery présentait les œuvres de Feng à la Foire d’Art de Taipei (Art Taipei), Taiwan  / catalogue de l'exposition
- 2017 Philippe Staib Gallery présentait les œuvres de Feng à la Foire d’Art à Shanghai, Chine / catalogue de l'exposition
- 2017 Taipei International Ink Painting Exhibition, Palais National en Mémoire de Dr.Sun Yat-sen, Galerie Nationale ZhongShan à Taipei, Taiwan / catalogue de l'exposition
- 2018 « Asia Abstract », exposition collective à Hong-Kong, Opera Gallery, Hong-Kong
- 2018 Philippe Staib Gallery présentait les œuvres de Feng à la Foire d’Art de Taipei (Art Taipei), Taiwan / catalogue de l’exposition
- 2018 Philippe Staib Gallery présentait les œuvres de Feng à la Foire d’Art à Shanghai, Chine / catalogue de l’exposition
- 2019 Feng Xiao-Min: Inspired Resonance, exposition personnelle, Opera Gallery, Hong-Kong / catalogue de l’exposition
- 2019 "Yi Xiang Jiang Nan" exposition collective à Suzhou, Musée d'Art de Suzhou, Suzhou, Chine
- 2019 Opera Gallery présentait les œuvres de Feng à la Foire "Art Central", Hong-Kong
- 2019 "Yi Xiang Jiang Nan", exposition collective à Shanghai, Musée Liu Hai Su, Shanghai, Chine
- 2019 « Abstraction Athwart Worlds: Ties Between Modern Worlds » exposition collective à Hong-Kong, Opera Gallery, Hong-Kong
- 2019 Opera Gallery présentait les œuvres de Feng à la Foire d’Art de Taipei ART TAIPEI, Taiwan
- 2019 Opera Gallery présentait les œuvres de Feng à la Foire d’Art de Shanghai ART021, Shanghai, Chine
- 2020 Opera Gallery présentait les œuvres de Feng à la Foire d’Art de Hong-Kong ART CENTRAL, Hong-Kong
- 2020 Opera Gallery présentait les œuvres de Feng sur la plateforme de la Foire d’Art de Shanghai ART021, Shanghai, Chine
- 2020 Exposition collective à Singapour, Opera Gallery, Singapour
- 2021 Exposition collective à Séoul, Opera Gallery, Corée du Sud
- 2021 Opera Gallery présentait les œuvres de Feng à la Foire d’Art Paris, France
- 2021 “Compositions”, exposition personnelle, Opera Gallery, Paris / catalogue de l’exposition
- 2021 Opera Gallery présentait les œuvres de Feng à la Biennale de Paris, France

,

## Principales publications
- Lao Tseu – La voie du Tao - Éditions Alternatives, Paris, 2000
- Porte-Bonheur - Éditions Alternatives, Paris, janvier 2002
- Monographie - L’Union de l’Encre et du Pinceau – Éditions Flammarion, Paris, mai 2003
- Reproduction de peintures (tirages limités), Muzéo collection, Paris, juin 2005
- Catalogue de Peintures de Feng Xiao-Min, Galerie TQ, Shanghai, décembre 2006
- Affiche – Éditions Philippe Picquier, France  (octobre 2001 )
- Séries de cartes postales, calendriers, agendas – Éditions Hazan, Paris, 2002-2007
- Calendrier 2009 - Éditions La Carterie SAS, France, juin 2008
- Catalogue de Peintures de Feng Xiao-Min, Société Artco France, Paris, 2008
- Calendrier 2010 - Éditions La Carterie SAS, France, juin 2009
- Calendrier 2011 - Éditions La Carterie SAS, France, juin 2010
- Beau livre sur les peintures de Feng Xiao-Min 2000-2012 – Purple Roof Gallery, Shanghai, 2012
- Beau livre sur les peintures de Feng Xiao-Min et les sculptures d'Antoine Poncet – Galerie Goldenberg, Paris, 2013
- Catalogue de peintures de Feng Xiao-Min, Philippe Staib Gallery, Shanghai, 2014
- "The Master of Colors" Catalogue de peintures de Feng Xiao-Min, Philippe Staib Gallery et Yishu 8, Beijing, 2015
- Reproduction d'une série de six peintures de Feng Xiao-Min pour une collection prestige de télécartes sous forme d'album publié par China Télécom, Chine, 2015
- "The Master of Colors" Catalogue de peintures de Feng Xiao-Min, Philippe Staib Gallery et Jing'an sculpture park art centre, Shanghai, 2017
- "Inspired Resonance" Catalogue de peintures de Feng Xiao-Min, Opera Gallery, Hong-Kong, 2019

,

## Principales illustrations
- Couleurs Tribales de Chine de Patrick Bernard - Anako Éditions, Paris (1989 )
- Graines d'Hommes de Patrick Bernard - Anako Éditions, Paris (1992)
- Chine Insolite des Minorités de Patrick Bernard - Anako Éditions, Paris (1996)
- Ce Qui Est de Tony Parsons - Éditions Accarias L’Originel, Paris (  mars 2002 )
- Liu et l’oiseau de Catherine Louis – Éditions Piquier jeunesse, France (septembre 2003 )
- Demain Shanghai de Marc Riboud – Éditions Delpire, Paris (décembre 2003 )
- Tao Te King de Marcel Conche – Éditions Puf, Paris  (Presses Universitaires de France) 2004
- Rapport Annuel 2004 de la Société SADE, Paris (2004)
- Une Année de la Chine en France 2004, "La rencontre de l'Orient et de l'Occident", La Médiathèque de la Courneuve (2004)
- Journal Le Monde des livres - 19 mars 2004
- 22 Cartes d'Asie de Georges Sédir - Éditions Almora, Paris (mai 2005 )
- Journal Le Monde -  (le 13, 14, 15 et 16 juin 2005 )
- Reproduction de 7 œuvres calligraphiques monumentales sur la scène pour le spectacle - À l'Encre de Chine et Carmina Burana au Palais des Congrès à Paris, juin 2005
- Couverture du Monde 2 - 24 septembre 2005
- 50 activités pour rencontrer les œuvres et les artistes - scérén - Services Culture Éditions Ressources pour l'Éducation Nationale - CRDP Pays de la Loire, juin 2005
- Le Mur du Son - Musées de Châteauroux - Éditions Point Rouge, Paris, 2006
- Bildkunst -  Allemagne, 2006 et 2007
- Histoire-Géographie Terminale STG - Éditions Foucher, Paris, 2007
- Atelier de Création Cahier de devoirs Ouvrage scolaire - École chez Soi, Paris, 2008
- "L'art du combat avec son ombre" de Gregorio Manzur - Éditions Albin Michel, Paris, 2010
- À l'Encre de Chine de Christian Lejalé - Éditions Imagine & Co, Rennes, France 2010

,

## Principales collections
- Musée d'Art Zhu Qizhan à Shanghai, Chine
- Musée d'Art Moderne de Duolun à Shanghai, Chine
- L'Association AMOS, le Pôle Culturel de Saint Saturnin, France
- Office Culturel pour l'Echange Internationale de la ville de Shanghai, Chine
- Artco France, Paris, France
- Purple Roof Gallery, Shanghai, Chine
- HongKong Shui On Group, Hong-Kong
- District d'Anting à Shanghai, Chine
- Musée d'Art Contemporain de Dunkerque, France
- Shanghai Xintiandi The Langham Hôtel, Shanghai
- Galerie Image of China, Singapore
- Fondation M.Y. (Séoul), Corée du sud
- Pacific International Lines (Pte) Ltd., Singapore
- Commande de l'État pour le sommet 2017 des BRICS à Xiamen, Chine
- The Sukhothai Hôtel, Shanghai, Chine
- Hkri Taikoo Hui, Hong-Kong
- Shanghai ART Museum, Shanghai, Chine[8]

## Collections particulières
- Japon, États-Unis, Chine, Suisse, Italy, France, Taïwan, Hongkong, Belgique, Allemagne, Angleterre, etc.